# Wilfred Owen
Wilfred Edward Salter Owen, född 18 mars 1893 i Oswestry i Shropshire, död 4 november 1918 vid Sambre-Oise-kanalen i Frankrike, var en brittisk poet, känd för de dikter han skrev under sin tid i den brittiska armén under första världskriget.
"Hans lyrik är fylld av opposition mot kriget och av medlidande med dem som drabbats av dess olyckor. I originalitet och uttryckskraft står han högt bland de engelska krigsdiktarna, och hans sparsamma produktion fick stort inflytande på yngre poeter. ... Några dikter i E. Blomberg, Nya tolkningar, 1931, och densammes Engelska dikter, 1942." (Litteraturhandboken, 1983)